# Похьяла, Тойво
Тойво Похьяла (фин. Toivo Pohjala, 1 февраля 1888 — 23 августа 1969) — финский наездник и борец, призёр чемпионата мира.

## Биография
Родился в 1888 году в Наккиле. В 1921 году занял 4-е место на чемпионате мира по борьбе. В 1922 году завоевал бронзовую медаль чемпионата мира по греко-римской борьбе. В 1924 году принял участие в состязаниях по вольной борьбе на Олимпийских играх в Париже, где занял 7-е место.
Впоследствии полностью переключился на рысистые бега; в 1938 и 1939 годах выигрывал первенство Финляндии.
Его сын Тойво Топиас Похьяла в 1975—1987 годах был членом парламента, а в 1987—1991 годах — министром сельского и лесного хозяйства.